# Synagoga w Prościejowie
Synagoga w Prościejowie (cz. Synagoga v Prostějově) – synagoga znajdująca się w Prościejowie w Czechachj przy ulicy Demelovej.
Synagoga została zbudowana w stylu secesyjnym w 1904 roku. Nie jest orientowana, prezbiterium znajduje się od strony południowej, co jest rzadkością na ziemiach czeskich. Wnętrze jest przykryte betonowym stropem imitującym sklepienie, który wspiera się na czterech słupach.
Nabożeństwa odprawiano do II wojny światowej, podczas której jej wnętrze zostało zdewastowane. W latach 1947–1949 budowla przeszła remont, podczas którego zlikwidowano secesyjne ozdoby. Od 1949 roku pełni funkcję świątyni Czechosłowackiego Kościoła Husyckiego.